# Anyakönyvezés
Az anyakönyv az a hatósági nyilvántartás, amely közhitelűen tanúsítja a benne feljegyzett adatokat, illetőleg azok változásait. Az  adatok anyakönyvbe történő bevezetésének hivatalos rendje az, hogy az anyakönyvbe csak jogszabályban meghatározott adatok vezethetők be, meghatározott formában és eljárás szerint. A születési, a házassági és a halotti anyakönyvbe kizárólagosan az erre feljogosított hivatalos személy, azaz az anyakönyvvezető végezhet bejegyzést.
Szinte az emberiség létével egyidős az a törekvés, hogy a kisebb nagyobb emberi csoportok, közösségek tagjait nyilvántartsák. Magyarországon a rendszeres adatnyilvántartás a római katolikus egyház 1563-as tridenti zsinatának döntése alapján kezdődött el. Ez időtől kezdve a plébániák négyféle anyakönyvet vezettek. Hasonló anyakönyvek vezetését hamarosan más egyházak lelkészei is megkezdték. 1827-től kezdve az államilag elismert egyházaknak két példányban kellett vezetni az anyakönyveket. A másodpéldányt az illetékes törvényhatóság levéltárában őrizték meg. A 19. század végére a vallási érdekkülönbségekből egyre több súrlódás, sérelem halmozódott fel. A Szapáry Gyula gróf vezette kormány úgy döntött, hogy a parlament elé terjeszti javaslatát az állami anyakönyvezés megteremtéséről.
A szükséges törvénytervezetek ellen foglalt állást I. Ferenc József császár és király (az egyházak, valamint a Vatikán is), akinek a jóváhagyása nélkül nem kerülhetett az országgyűlés elé törvényjavaslat. Az 1894. évi XXXIII. törvénycikk, amely az állami anyakönyvezést elrendelte, 1895. október 1-jétől kötelező lett. Az anyakönyvezés rendszerében végbemenő változások miatt a továbbiakban négy anyakönyvi jogszabály is megszületett. A tanácsrendszert felváltó önkormányzati közigazgatási szisztémában az anyakönyvek vezetése, az anyakönyvi ügyintézés a polgármesteri hivatalok feladatköre lett. Az állami anyakönyvezés bevezetése óta eltelt több mint száz esztendő tapasztalatai egyértelműben bebizonyították az egykori parlament eljárásának helyességét, az európai polgári államok e téren követett gyakorlatához való felzárkózás szükségességét.

## Egyházi anyakönyvezés

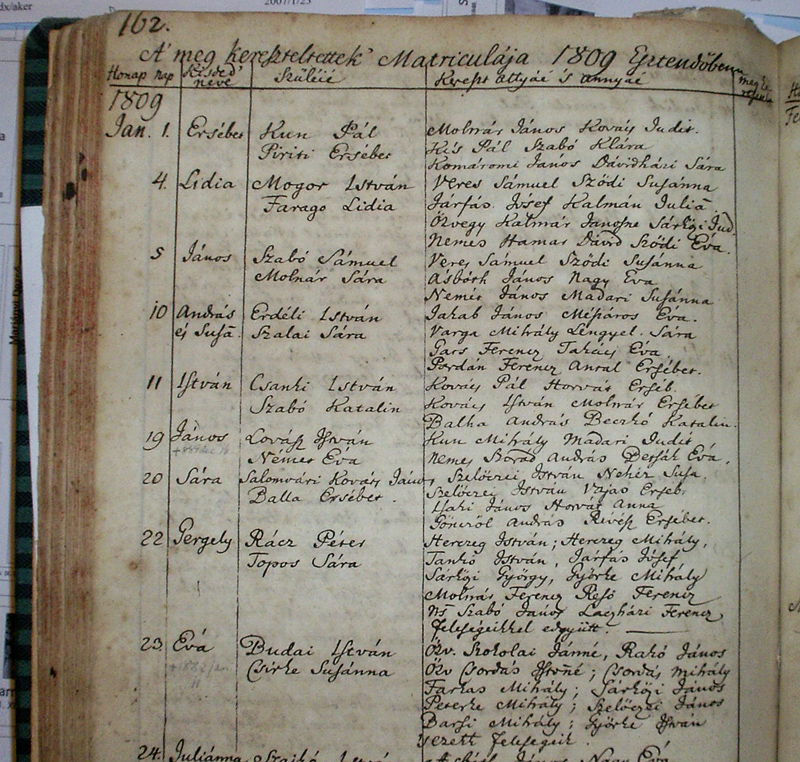
Egyházi anyakönyv egy lapja

A rendszeres anyakönyvezést 1563-ban a tridenti zsinaton rendelte el IV. Piusz pápa. Hazánkban a római katolikus egyházban az ellenreformáció kezdetén tartott 1611. évi nagyszombati zsinat intézkedett az anyakönyvek vezetéséről. Szórványos anyakönyvezés itt-ott előfordult ezelőtt az időpont előtt is.
A nagy változás 1625-ben következett be, amikor Pázmány Péter esztergomi érsek az V. Pál pápa által kiadott Rituale Romanumot az egész országban kötelezővé tette. A Rituale Romanum ötféle előjegyzést vezetett be: a keresztelési, házassági és halálozási anyakönyvek mellett külön a bérmálási anyakönyvet, valamint az ún. Status Animarumot, amely a húsvéti áldozás időpontjában az egész lakosságot tartalmazta háztartások, illetve családok szerint. A 17. század folyamán a Rituale Romanumot három további kiadásban (1656, 1672, 1692) jelentették meg. A folyamatos és általános érvényű anyakönyvezés a történelmi Magyarországon (az északi megyék kivételével) csak a törökök kiűzése után kezdődhetett el.
A protestáns egyházaknál az anyakönyvek vezetésének teljes körű jogát 1785-ben adta meg II. József. De több helységben már ennél az időpontnál korábban megkezdték az anyakönyvezést.
A zsidó vallású lakosság anyakönyvezését Magyarországon általánosan kötelező érvénnyel és hatállyal csak a Bach-korszakban rendelték el a hatóságok (1851 júliusában).

## Az állami anyakönyvezés Magyarországon
„(A) születések, házasságok és halálesetek közhitelű nyilvántartására és tanúsítására kizárólag a jelen törvény értelmében arra hivatott közegek által.  vezetett állami anyakönyvek szolgálnak.”

–  Az 1894. évi XXXIII. törvénycikkből

Az állami anyakönyvezés azonban nem terjedt ki a Magyarországgal perszonálunióban lévő Horvát–Szlavónországra, de érvényes volt a Fiumei Kormányzóság területén. Az anyakönyvek vezetése az anyakönyvi kerületek székhelyén történt. Az anyakönyvvezetőket és helyetteseiket az illetékes önkormányzat közigazgatási bizottsága véleményének meghallgatása után a belügyminiszter nevezte ki. Az anyakönyvvezetők jogot kaptak a házasságkötések törvényi előfeltételeinek megvizsgálására, a házasságkötések lebonyolítására. Akkor anyakönyvvezető lehetett lelkész és rabbi kivételével minden nagykorú férfi, ha rendelkezett megfelelő iskolai végzettséggel vagy képzettséggel. Már akkor is rögzítette a törvény, hogy az anyakönyvvezető saját magára, feleségére, gyermekére és szüleire vonatkozó adatokat nem rögzíthetett. Ezt kis mértékben módosította az 1904. évi XXXVI. törvénycikk, amely kimondta, hogy a városok mellett minden nagyközség, egy-egy körjegyzőség is önálló anyakönyvi kerületet alkotott. A községekben az anyakönyvvezető feladatait a jegyző, az anyakönyvvezető helyettesét pedig a jegyzősegéd vagy az aljegyző láthatta el.
A jogszabályok az anyakönyvek vezetése tekintetében mintának a Franciaországban érvényesülő centralizált (központosított) rendszert tekintették, amelyet Belgium, Németalföld, Németország, Svájc és más európai államok is átvettek. Kidolgozták az anyakönyvi munka megindításához szükséges nyomtatványokat. Az országot anyakönyvi kerületekre osztották. Az anyakönyvi kerületek egy része egy-egy települést, vagy annak kisebb részét, másik csoportja pedig több kisebb nagyobb községet egyesített magában maximum 3000-es lélekszámig. A kialakításuknál figyelembe vették a közlekedési viszonyokat.
Az állami anyakönyvek vezetésével kapcsolatos feladatokat mindig a helyi közigazgatás szerveihez kapcsolták. A hivatalos állami anyakönyvezés 1895. október 1-jén indult meg. Ekkor bízták meg a magyar követségek és konzuli hivatalok vezető tisztségviselőit a házasságkötésben való közreműködés jogával és a magyar anyakönyvvezetői hatáskörrel. Az első állami anyakönyvi sablonokat 1906. december 31-ig használták, másnap, 1907. január 1-jén felváltotta egy jóval könnyebben áttekinthető, helytakarékosabb minta, amely 1952. december 31-ig volt érvényben.
Magyarországon az utolsó kizárólag egyházi házasságot 1895. szeptember 30.-án délelőtt 11 órakor kötötték meg nemes Vaszary Béla (1869–1943), honvéd huszárezredes, földbirtokos, és a Zala vármegyei csengeri Háczky Anna (1876–1896), az Esztergomi bazilikában; az esketési szertartást Vaszary Kolos hercegprímás vezette. Vaszary Béla szülei Vaszary László (1837-1908), a hercegprímási uradalmák gazdasági tanácsosa, Vaszary Kolos érsek unokaöccse, és szentgyörgyvölgyi Csupor Irma (1847–1924) asszony voltak; Háczky Anna szülei csengeri Háczky Kálmán (1828–1904), 1848-as honvéd főhadnagy, országgyűlési képviselő, a "Zala Megyei Gazdasági Egyesület" elnöke, földbirtokos, és nagyalásonyi Barcza Anna (1836–1878) voltak.

### Az állami anyakönyvezés belügyminisztériumi irányítása
Az állami anyakönyvezés elkezdésekor a Belügyminisztériumban megszervezték a központi anyakönyvi ügyosztályt, amelynek hatásköre az állami anyakönyvek vezetésére vonatkozó valamennyi kérdésre kiterjedt. 1897-től megszervezték az önálló állami anyakönyvi főosztályt. A dualizmus korában az anyakönyvvezetés felső szintű irányítása mindvégig megőrizte önálló szervezeti kereteit. Az első világháborút követően, az ország jelentékeny részének elveszítése döntően érintette az állami anyakönyvezést. Az anyakönyvek egy része az utódállamokhoz került.
A két világháború között az anyakönyvi ügyek intézése, irányítása változatlanul önálló részleg keretében folyt. A terület-visszacsatolásokkal jelentősen megnövekedett az ez irányú feladat. Ezért 1940-től ismét önálló osztály jött létre. Amikor az ország területén húzódott a frontvonal, a harcok jelentős károkat okoztak az anyakönyvekben is.
A második világháborút követően az újjáalakuló Belügyminisztériumban az anyakönyvezés felső szintű vezetésére ismét közjogi ügyosztály jött létre. A háború következményeinek megfelelően a közigazgatás területi átalakításával módosult az anyakönyvi kerületek egy része is. Ez a területi átalakítás az évtized közepére felgyorsult és ekkor alakították ki a napjainkban is működő megyerendszert, és jött létre a környező településekkel kibővült jelenlegi (nagy) Budapest.

### Anyakönyvezés a tanácsrendszer idején
A tanácsrendszer kiépítését követően 1950-ben a közigazgatási feladatok belügyminisztériumi irányítása a helyi tanácsok főosztálya hatáskörébe került. Ide sorolták az anyakönyvi ügyek intézését is. A belügyminiszter 1950-es rendelete értelmében az anyakönyvvezetők kinevezése a tárca előzetes véleménynyilvánítása mellett tanácsi hatáskörbe ment át. Ezt a második anyakönyvi törvényben rögzítették. Erről az 1952. évi 19. számú törvényerejű rendeletben rendelkeztek, s ami az 1894. évi XXXIII. számú törvénycikket és módosításait felváltotta.
1953-ban megszűnt a belügyminiszternek a tanácsok feletti felügyeleti joga. Ezt a Minisztertanácson belül működő Tanácsszervek Osztálya gyakorolta. Az anyakönyvek feletti felügyelet továbbra is a Belügyminisztériumnál maradt. Ezen a harmadik anyakönyvi törvény az 1963. évi 33. számú törvényerejű rendelet változtatott azzal, hogy az anyakönyvi igazgatás feletti felügyeletet elvonta a belügyminisztériumtól és a Minisztertanács elnökére ruházta át. Ezt a jogkört a Minisztertanács Tanácsszervek Osztályán, majd az 1970-es évek elején felállított Tanácsi Hivatalon keresztül gyakorolta.
Az anyakönyvek másodpéldányainak vezetését a Magyar Népköztársaság Elnöki Tanácsának 1981. évi 5. tvr.-e 1981. január 1-jével megszüntette.

## Az anyakönyvezés a rendszerváltás után
A szabályozáson a negyedik anyakönyvi törvény az 1982. évi 17. számú törvényerejű rendelet lényegi módosítást nem hajtott végre. A rendszerváltást megelőző időszakban, felszámolták az MTTH-át (a Minisztertanács Tanácsi Hivatalát) és a közigazgatás irányításával kapcsolatos egyes feladatköröket ismét a belügyi tárcára ruházták. Ekkor az anyakönyvezés is visszakerült ide, s különböző nevű főosztályok gyakorolták az irányítást. A tanácsrendszert felváltó önkormányzati közigazgatási szisztémában az anyakönyvi ügyintézés a polgármesteri hivatalok feladatköre lett. Ma is a hatáskörükbe tartozik.